# Fontaine La Rue
Pour les articles homonymes, voir La Rue (homonymie).
Dorothy Rodgers, connue sous le nom de scène Fontaine La Rue, parfois créditée Dora Rogers (née le 2 décembre 1897 à Los Angeles et morte le 20 novembre 1976) est une actrice américaine d'origine mexicaine, active entre 1915 et 1929, pendant la période du cinéma muet. Sa carrière prend fin avec l'arrivée des films parlants.

## Filmographie partielle
- 1915 : Fatty and Mabel at the San Diego Exposition (en)
- 1916 : Ambroise millionnaire (A Modern Enoch Arden ) de Clarence G. Badger et  Charles Avery
- 1919 : The Woman under Cover
- 1919 : Âme hindoue (The Man Beneath) de William Worthington
- 1920 : An Adventuress
- 1920 : Body and Soul
- 1921 : The Faith Healer de George Melford
- 1922 : Oh, Mabel Behave
- 1922 : The Bearcat
- 1922 : The Dangerous Little Demon de Clarence G. Badger
- 1922 : Rival des Dieux (A Blind Bargain)
- 1923 : La Lettre d'amour (The Love Letter)
- 1924 : Daughters of Today de Rollin S. Sturgeon
- 1925 : Love on the Rio Grande
- 1929 : West of the Rockies